# Line Corporation
Line Corporation é uma empresa japonesa. O negócio da empresa é associado principalmente ao desenvolvimento de aplicativos móveis e serviços de internet.

## História
A Line Corporation foi fundada em 4 de setembro de 2000, como Hangame Japan Corporation. Em 24 de agosto de 2003, a companhia foi renomeada como NHN Japan Corporation. Em 1 de abril de 2013, a empresa foi renomeada para Line Corporation.

## Produtos

### MixRadio
O MixRadio anteriormente Nokia Music, é um serviço de música via streaming. O Line comprou o MixRadio da Microsoft Mobile em 2014.

### Line
O Line é um aplicativo para smartphones que permite aos usuários fazer chamadas e enviar mensagens para outros utilizadores do Line, tanto a nível nacional como a nível internacional. O serviço foi lançado em junho de 2011, e ele está sendo usado em 230 países ao redor do mundo.

### Naver
O Naver é um popular motor de busca na Coreia do Sul.

### Livedoor
O Livedoor é um portal japonês. Ele também opera um serviço de blog, Livedoor Blog, bem como o portal de notícias Livedoor News.